# کنگر کوهی
کنگر کوهی (نام علمی: Cirsium vulgare) نوعی گیاه از گونهٔ کنگر است که به نام‌های کنگر وحشی یا کنگر صحرایی نیز شناخته می‌شود. این گیاه اغلب در فصل بهار به صورت خودرو در دامنه ی کوه‌ها رشد می‌کند. برگ‌های این گیاه خاردار و ساقه‌های آن ضخیم است. گیاه کنگر کوهی سرشار از خاصیت است و در طب سنتی کاربرد فراوانی دارد.
از این گیاه برای تهیه انواع سالاد، خورشت گنکر، سوپ کنگر و کنگرماست و غذاهای محلی استفاده می‌شود. این گیاه از بهار تا نیمه ی تابستان در دامنه‌های کوه ها دیده می‌شود.